# Winterreise
Winterreise (Viatge d'hivern, en català) és un cicle de 24 lieder —composicions per a veu i piano— compost per Franz Schubert en dues parts de 12 lieder cadascuna, realitzades el febrer i l'octubre de 1827 i publicades per Tobias Haslinger el 14 de gener de 1828 i el 30 de desembre del mateix any, respectivament. L'obra està catalogada amb l'identificador D. 911, per bé que quan es publicà per primer cop s'identificà com l'Op. 89, i es basa en un conjunt de poemes de Wilhelm Müller. De fet, es tracta de la segona obra de Schubert que es basa en poemes de Müller, essent la primera el cicle de lieder Die schöne Müllerin (D. 795). Ambdues obres foren compostes per ser interpretades per un tenor acompanyat d'un piano, tot i que se n'han fet nombroses adaptacions.
Winterreise narra, sense cap línia argumental clara, el passeig d'un caminant a través d'un paisatge d'hivern, després de saber —fet que es deixa entreveure vagament al primer lied— que la seva estimada l'ha rebutjat. Aquest cicle de lieder destaca per la seva intensitat emocional, tot traspuant una crisi existencial que semblava alinear-se amb la situació personal del mateix Schubert, que compongué l'obra durant el darrers anys de la seva vida. Així doncs, es podria considerar que Winterreise és una catarsi del mateix compositor.

## Lieder
Lieder que formen part del conjunt:
1. Gute Nacht (bona nit)
2. Die Wetterfahne (el penell)
3. Gefrorne Tränen (llàgrimes gelades)
4. Erstarrung (rigidesa)
5. Der Lindenbaum (el til·ler)
6. Wasserflut (inundació)
7. Auf dem Flusse (al riu)
8. Rückblick (mirant enrere)
9. Irrlicht (foc fatu)
10. Rast (descans)
11. Frühlingstraum (somni de primavera)
12. Einsamkeit (soledat)
13. Die Post (el correu)
14. Der greise Kopf (el cap ancià/blanc)
15. Die Krähe (el corb)
16. Letzte Hoffnung (última esperança)
17. Im Dorfe (al poble)
18. Der stürmische Morgen (el matí de tempesta)
19. Täuschung (desil·lusió)
20. Der Wegweiser (el cartell)
21. Das Wirtshaus (la fonda)
22. Mut! (coratge!)
23. Die Nebensonnen (el parheli)
24. Der Leiermann (l'intèrpret de viola de roda)

### Gute Nacht
| Alemany Fremd bin ich eingezogen, Fremd zieh' ich wieder aus. Der Mai war mir gewogen Mit manchem Blumenstrauß. Das Mädchen sprach von Liebe, Die Mutter gar von Eh' - Nun ist die Welt so trübe, Der Weg gehüllt in Schnee. Ich kann zu meiner Reisen Nicht wählen mit der Zeit: Muß selbst den Weg mir weisen In dieser Dunkelheit. Es zieht ein Mondenschatten Als mein Gefährte mit, Und auf den weißen Matten Such' ich des Wildes Tritt. Was soll ich länger weilen, Daß man mich trieb' hinaus? Laß irre Hunde heulen Vor ihres Herren Haus! Die Liebe liebt das Wandern, - Gott hat sie so gemacht - Von Einem zu dem Andern - Fein Liebchen, gute Nacht! Will dich im Traum nicht stören, Wär' Schad' um deine Ruh', Sollst meinen Tritt nicht hören - Sacht, sacht die Thüre zu! Schreib' im Vorübergehen An's Thor dir gute Nacht, Damit du mögest sehen, An dich hab' ich gedacht. | Català Com un estrany vaig arribar, i com un estrany me n'aniré. El maig em bressolà amb molts rams de flors. La noia parlà d’amor, la mare, fins i tot, de casori, – ara el món és tan ombrívol, el camí tot cobert de neu. Per a la meva partença no puc triar el moment, jo mateix he de trobar el camí en aquesta obscuritat. L’ombra que escampa la lluna serà el meu acompanyant, i en les blanques planúries cerco petges d’animals. Per què hauria de romandre fins que em facin fora? Deixeu que els gossos solts udolin davant la casa dels amos; a l’amor li agrada vagarejar – Déu l’ha fet d’aquesta manera – de l’un a l’altre. Dolça estimada, bona nit! No vull destorbar-te el somni, seria llàstima per al teu descans, no has de sentir els meus passos – Tanca a poc a poc la porta! Només en passar escriuré al llindar un altre cop bona nit, a fi que puguis veure, que he pensat en tu. Traducció: Salvador Pila |

Tornar a dalt de tot

### Die Wetterfahne
| Alemany Der Wind spielt mit der Wetterfahne Auf meines schönen Liebchens Haus. Da dacht' ich schon in meinem Wahne, Sie pfiff' den armen Flüchtling aus. Er hätt' es eher bemerken sollen, Des Hauses aufgestecktes Schild, So hätt' er nimmer suchen wollen Im Haus' ein treues Frauenbild. Der Wind spielt drinnen mit den Herzen, Wie auf dem Dach, nur nicht so laut. Was fragen sie nach meinen Schmerzen? Ihr Kind ist eine reiche Braut. | Català El vent juga amb el penell Damunt la casa de la meva bella enamorada. Llavors tingué gairebé la delusió, que, tot xiulant, es burlava del pobre fugitiu. Primer s’hauria d’haver adonat, del rètol clavat a la casa, i així no hauria mai volgut cercar la imatge d’una dona fidel dins la casa. A l’interior, el vent juga amb els cors com a la teulada, però més silenciosament. Què volen saber de la meva sofrença? Llur infant és una núvia rica. Traducció: Salvador Pila |

Tornar a dalt de tot

### Gefrorne Tränen
| Alemany Gefrorne Tropfen fallen Von meinen Wangen ab: Ob es mir denn entgangen, Daß ich geweinet hab'? Ei Thränen, meine Thränen, Und seid ihr gar so lau, Daß ihr erstarrt zu Eise, Wie kühler Morgenthau? Und* dringt doch aus der Quelle Der Brust so glühend heiß, Als wolltet ihr zerschmelzen Des ganzen Winters Eis. * Hir a la repetició | Català Cauen llàgrimes gelades per les meves galtes: com no he pogut adonar-me que he plorat? Llàgrimes, llàgrimes meves, tan tèbies sou, que us convertiu en gel com la freda rosada del matí? I, tanmateix, brolleu de la font del meu pit, tan ardents, com si volguéssiu fondre tot el gel de l’hivern! Traducció: Salvador Pila |

Tornar a dalt de tot

### Erstarrung
| Alemany Ich such' im Schnee vergebens Nach ihrer Tritte Spur, Wo sie an meinem Arme Durchstrich die grüne Flur. Ich will den Boden küssen, Durchdringen Eis und Schnee Mit meinen heißen Thränen, Bis ich die Erde seh'. Wo find' ich eine Blüthe, Wo find' ich grünes Gras? Die Blumen sind erstorben, Der Rasen sieht so blaß. Soll denn kein Angedenken Ich nehmen mit von hier? Wenn meine Schmerzen schweigen, Wer sagt mir dann von ihr? Mein Herz ist wie erstorben, Kalt starrt ihr Bild darin: Schmilzt je das Herz mir wieder, Fließt auch ihr Bild dahin. | Català Inútilment cerco les seves petjades en la neu, Aquí, on sovint passejarem tots dos per els camps. Jo vull besar el sòl, i, amb les meves llàgrimes ardents, penetrar dins el gel i la neu, fins que pugui veure la terra. On puc trobar un rebrot, on puc trobar verd herbatge? Les flors estan mortes la gespa ha empal·lidit. No hi ha doncs cap record, que em pugui endur d’aquí? Quan els meus dolors callin, qui em parlarà d’ella? El meu cor s’ha convertit en gel, i a dins hi ha la seva imatge erta; si mai el meu cor es torna a fondre, la imatge fugirà per sempre. Traducció: Salvador Pila |

Tornar a dalt de tot

### Der Lindenbaum
| Alemany Am Brunnen vor dem Thore Da steht ein Lindenbaum: Ich träumt' in seinem Schatten So manchen süßen Traum. Ich schnitt in seine Rinde So manches liebe Wort; Es zog in Freud' und Leide Zu ihm mich immer fort. Ich mußt' auch heute wandern Vorbei in tiefer Nacht, Da hab' ich noch im Dunkeln Die Augen zugemacht. Und seine Zweige rauschten, Als riefen sie mir zu: Komm her zu mir, Geselle, Hier findst du deine Ruh'! Die kalten Winde bliesen Mir grad' in's Angesicht, Der Hut flog mir vom Kopfe, Ich wendete mich nicht. Nun bin ich manche Stunde Entfernt von jenem Ort, Und immer hör' ich's rauschen: Du fändest Ruhe dort! | Català Al costat del pou, davant la porta, hi ha un til·ler; a l’ombra del qual tants dolços somnis tingué. En la seva escorça vaig cisellar moltes paraules amoroses; ell sempre m’ha atret, tant en moments de goig com de pena. També avui, en la profunda nit, hagué d’anar-hi, allà, fins i tot, en la foscúria he aclucat els ulls. I les seves branques cruixien, com cridant-me: Vine cap a mi, company, aquí trobaràs la pau! Vents glaçats bufaven de ple en el meu rostre; el barret em volà del cap, i no em vaig girar. Ara, ja moltes hores lluny d’aquell lloc, encara sento el seu murmuri: Aquí trobaries la pau! Traducció: Salvador Pila |

Tornar a dalt de tot

### Wasserflut
| Alemany Manche Thrän' aus meinen Augen Ist gefallen in den Schnee; Seine kalten Flocken saugen Durstig ein das heiße Weh. Wenn die Gräser sprossen wollen, Weht daher ein lauer Wind, Und das Eis zerspringt in Schollen, Und der weiche Schnee zerrinnt. Schnee, du weißt von meinem Sehnen: Sag, wohin doch geht dein Lauf? Folge nach nur meinen Thränen, Nimmt dich bald das Bächlein auf. Wirst mit ihm die Stadt durchziehen, Muntre Straßen ein und aus: Fühlst du meine Thränen glühen, Da ist meiner Liebsten Haus. | Català Moltes llàgrimes dels meus ulls han caigut damunt la neu; els seus glaçats flocs xuclen, sedegosos, el meu ardent dolor. Quan l’herba vulgui començar a brotar, llavors bufarà d’enllà un tebi oratge, i el gel s’esberlarà en trossos, la tova neu es fondrà. Neu, tu coneixes el meu anhel, digues-me, vers on anirà el teu corrent? Segueix tan sols les meves llàgrimes, el rierol les recollirà ben aviat. Amb ell creuaràs la ciutat, per carrers plens de vida; allà on sentis bleir les meves llàgrimes, trobaràs la casa de la meva estimada. Traducció: Salvador Pila |

Tornar a dalt de tot

### Auf dem Flusse
| Alemany Der du so lustig rauschtest, Du heller, wilder Fluß, Wie still bist du geworden, Giebst keinen Scheidegruß. Mit harter, starrer Rinde Hast du dich überdeckt, Liegst kalt und unbeweglich Im Sande ausgestreckt. In deine Decke grab' ich Mit einem spitzen Stein Den Namen meiner Liebsten Und Stund' und Tag hinein: Den Tag des ersten Grußes, Den Tag, an dem ich ging, Um Nam' und Zahlen windet Sich ein zerbrochner Ring. Mein Herz, in diesem Bache Erkennst du nun dein Bild? Ob's unter seiner Rinde Wohl auch so reißend schwillt? | Català Tu, que tan alegrement murmurejaves, tu, riu feréstec, d’aigües clares, que silenciós t’has tornat, no dónes cap adéu de comiat. Amb una dura, rígida crosta t’has recobert, jeus fred i immòbil estenallat a la sorra. En la teva escorça cisello amb una pedra afilada el nom de la meva estimada així com l’hora i el dia: El dia del nostre primer encontre, el dia que vaig marxar; voltant el nom i els números entrellaço un anell trencat. Cor meu, en aquest rierol reconeixes ara la teva imatge? Com si, sota la seva crosta, tal vegada impetuosament creixés? Traducció: Salvador Pila |

Tornar a dalt de tot

### Rückblick
| Alemany Es brennt mir unter beiden Sohlen, Tret' ich auch schon auf Eis und Schnee. Ich möcht' nicht wieder Athem holen, Bis ich nicht mehr die Thürme seh'. Hab' mich an jeden Stein gestoßen, So eilt' ich zu der Stadt hinaus; Die Krähen warfen Bäll' und Schloßen Auf meinen Hut von jedem Haus. Wie anders hast du mich empfangen, Du Stadt der Unbeständigkeit! An deinen blanken Fenstern sangen Die Lerch' und Nachtigall im Streit. Die runden Lindenbäume blühten, Die klaren Rinnen rauschten hell, Und ach, zwei Mädchenaugen glühten! - Da war's geschehn um dich, Gesell! Kömmt mir der Tag in die Gedanken, Möcht' ich noch einmal rückwärts sehn, Möcht' ich zurücke wieder wanken, Vor ihrem Hause stille stehn. | Català Em cremen les plantes dels peus, tot i que camino damunt gel i neu, no pararé per recuperar l’alè, fins que perdi de vista les torres. He ensopegat amb cada pedra, apressant-me per sortir de la ciutat; els corbs llençaven boles de neu i granís al meu barret, des de cada casa. Quan diferentment m’acollires, oh tu, ciutat vel·leïtosa! En les teves lluents finestres rivalitzaven l’alosa i el rossinyol amb llur cant. Els rodons til·lers florien, els canals brogien lluminosos i, ai! els ulls d’una noia resplendien. Allò fou la teva perdició, company! Quan recordo aquell dia, voldria tornar a mirar a enrere, voldria refer els meus passos, i restar silenciós davant la seva casa. Traducció: Salvador Pila |

Tornar a dalt de tot

### Irrlicht
| Alemany In die tiefsten Felsengründe Lockte mich ein Irrlicht hin: Wie ich einen Ausgang finde, Liegt nicht schwer mir in dem Sinn. Bin gewohnt das irre Gehen, 'S führt ja jeder Weg zum Ziel: Unsre Freuden, unsre Leiden, Alles eines Irrlichts Spiel! Durch des Bergstroms trockne Rinnen Wind' ich ruhig mich hinab - Jeder Strom wird's Meer gewinnen, Jedes Leiden auch sein Grab. | Català Devers profunds penya-segats m’atragué un foc follet: Com trobaré una sortida, no em fa trencar el cap. Estic acostumat a perdre’m, però tots els camins porten a la meta: Les nostres penes i alegries, tot és com un joc de focs follets. Per la seca llera d’un torrent de muntanya davallo tranquil·lament, tots els rius troben el mar, i cada pena la seva tomba. Traducció: Salvador Pila |

Tornar a dalt de tot

### Rast
| Alemany Nun merk' ich erst, wie müd' ich bin, Da ich zur Ruh' mich lege; Das Wandern hielt mich munter hin Auf unwirthbarem Wege. Die Füße frugen nicht nach Rast, Es war zu kalt zum Stehen, Der Rücken fühlte keine Last, Der Sturm half fort mich wehen. In eines Köhlers engem Haus Hab' Obdach ich gefunden; Doch meine Glieder ruhn nicht aus: So brennen ihre Wunden. Auch du, mein Herz, in Kampf und Sturm So wild und so verwegen, Fühlst in der Still' erst deinen Wurm Mit heißem Stich sich regen! | Català Ara m'adono que estic molt cansat, i per això m’ajec a descansar: caminar per aspres camins m’ha mantingut despert. Els peus no em demanaren descans, però feia massa fred per aturar-me; l'esquena no sentia el pes, la tempesta m’ajudà a continuar. A la caseta d’un carboner he trobat aixopluc; però els meus membres no troben repòs: per la coïssor de les seves ferides. També tu, oh cor meu, tan audaç i fogós en el combat i la tempesta, sents només en el repòs com, amb la seva punyent fiblada, es belluga el teu cuc! Traducció: Salvador Pila |

Tornar a dalt de tot

### Frühlingstraum
| Alemany Ich träumte von bunten Blumen, So wie sie wohl blühen im Mai, Ich träumte von grünen Wiesen, Von lustigem Vogelgeschrei. Und als die Hähne krähten, Da ward mein Auge wach; Da war es kalt und finster, Es schrieen die Raben vom Dach. Doch an den Fensterscheiben, Wer mahlte die Blätter da? Ihr lacht wohl über den Träumer, Der Blumen im Winter sah? Ich träumte von Lieb' um Liebe, Von einer schönen Maid, Von Herzen und von Küssen, Von Wonne und Seligkeit. Und als die Hähne krähten, Da ward mein Herze wach; Nun sitz' ich hier alleine Und denke dem Traume nach. Die Augen schließ' ich wieder, Noch schlägt das Herz so warm. Wann grünt ihr Blätter am Fenster? Wann halt' ich mein Liebchen, im Arm? | Català He somiat flors de molts colors, com les que floreixen al maig; he somiat verds pradells, plens d’alegres cants d’ocells. I quan cantaren els galls, els meus ulls es desvetllaren; feia fred i tot era fosc, els corbs grallaven a la teulada. Amb tot, qui deu haver pintat fulles, als vidres de les finestres? Us en riureu potser del somiador, que veié flors a l’hivern? He somiat amb amor correspost, amb una bella donzella, amb cors i petons, amb delit i benaurança. I quan cantaren els galls, el meu cor es desvetllà; ara sec tot sol en aquest lloc i penso en els meus somnis. Torno a tancar els ulls, el cor em batega encara tan càlidament. Quan verdejareu fulles de la finestra? Quan tindré la meva estimada entre els meus braços? Traducció: Salvador Pila |

Tornar a dalt de tot

### Einsamkeit
| Alemany Wie eine trübe Wolke Durch heitre Lüfte geht, Wenn in der Tannen Wipfel Ein mattes Lüftchen weht: So zieh' ich meine Straße Dahin mit trägem Fuß, Durch helles, frohes Leben, Einsam und ohne Gruß. Ach, daß die Luft so ruhig! Ach, daß die Welt so licht! Als noch die Stürme tobten, War ich so elend nicht. | Català Com un núvol ombriu que travessa el cel serè, mentre a la copa dels avets bufa un feble ventijol: Així segueixo el meu camí arrossegant els peus, pel mig de vides clares, joioses, tot sol i sense salutacions. Ai, que tranquil està l’aire! Ai, que lluminós és el món! Quan bramulaven les tempestes, no em sentia tan malaurat. Traducció: Salvador Pila |

Tornar a dalt de tot

### Die Post
| Alemany Von der Straße her ein Posthorn klingt. Was hat es, daß es so hoch aufspringt, Mein Herz? Die Post bringt keinen Brief für dich: Was drängst du denn so wunderlich, Mein Herz? Nun ja, die Post kommt aus der Stadt, Wo ich ein liebes Liebchen hatt', Mein Herz! Willst wohl einmal hinüber sehn, Und fragen, wie es dort mag gehn, Mein Herz? | Català Al carrer sona el corn del postilló. Què té, que tan fort salti, el meu cor? El correu no porta cap carta per a tu. Què neguiteja tan estranyament el meu cor? Doncs bé, el correu ve de la ciutat, on abans tenia una dolça estimada, el meu cor! Vols d’una vegada, anar a veure i preguntar, com allà estan les coses, el meu cor? Traducció: Salvador Pila |

Tornar a dalt de tot

### Der greise Kopf
| Alemany Der Reif hat einen weißen Schein Mir über's Haar gestreuet. Da glaubt ich schon ein Greis zu sein, Und hab' mich sehr gefreuet. Doch bald ist er hinweggethaut, Hab' wieder schwarze Haare, Daß mir's vor meiner Jugend graut - Wie weit noch bis zur Bahre! Vom Abendroth zum Morgenlicht Ward mancher Kopf zum Greise. Wer glaubt's? Und meiner ward es nicht Auf dieser ganzen Reise! | Català El gebre ha deixat un tel blanc en els meus cabells; aleshores, m’ha semblat que ja era vell i m’he alegrat molt. Però ben aviat es fongué, i torno a tenir els cabells negres, la meva joventut m’espanta – resta molt per arribar a la tomba! Del vespre a l’albada molts caps s’han agrisat. Qui podria creure-ho? I al meu, això no li passà en tot el viatge! Traducció: Salvador Pila |

Tornar a dalt de tot

### Die Krähe
| Alemany Eine Krähe war mit mir Aus der Stadt gezogen, Ist bis heute für und für Um mein Haupt geflogen. Krähe, wunderliches Thier, Willst mich nicht verlassen? Meinst wohl bald als Beute hier Meinen Leib zu fassen? Nun, es wird nicht weit mehr gehn An dem Wanderstabe. Krähe, laß mich endlich sehn Treue bis zum Grabe! | Català Un corb ha marxat amb mi fora de la ciutat, i, fins avui, sense parar, ha voletejat sobre el meu cap. Corb, estranya criatura, no em vols deixar? Potser penses que aviat, prendràs aquí el meu cos com a despulla? Doncs bé, jo no podré seguir gaire temps caminant amb el meu bastó. Corb, mostra’m almenys, fidelitat fins a la tomba! Traducció: Salvador Pila |

Tornar a dalt de tot

### Letzte Hoffnung
| Alemany Hie und da ist an den Bäumen Manches bunte Blatt zu sehn, Und ich bleibe vor den Bäumen Oftmals in Gedanken stehn. Schaue nach dem einen Blatte, Hänge meine Hoffnung dran; Spielt der Wind mit meinem Blatte, Zittr' ich, was ich zittern kann. Ach, und fällt das Blatt zu Boden, Fällt mit ihm die Hoffnung ab, Fall' ich selber mit zu Boden, Wein' auf meiner Hoffnung Grab. | Català Adesiara, en els arbres, encara es pot veure una fulla de colors, i jo, pensarós, resto sovint dempeus davant els arbres. Contemplo aquesta fulla singular, en ella penjo la meva esperança; quan el vent juga amb la meva fulla, tremolo, tot el que jo puc tremolar. Ai, i si la fulla cau a terra, cau amb ella la meva esperança; jo també cauré a terra, plorant damunt la tomba de la meva esperança. Traducció: Salvador Pila |

Tornar a dalt de tot

### Im Dorfe
| Alemany Es bellen die Hunde, es rasseln die Ketten. Es schlafen die Menschen in ihren Betten, Träumen sich Manches, was sie nicht haben, Thun sich im Guten und Argen erlaben: Und Morgen früh ist Alles zerflossen. - Je nun, sie haben ihr Theil genossen, Und hoffen, was sie noch übrig ließen, Doch wieder zu finden auf ihren Kissen. Bellt mich nur fort, ihr wachen Hunde, Laßt mich nicht ruhn in der Schlummerstunde! Ich bin zu Ende mit allen Träumen - Was will ich unter den Schläfern säumen? | Català Borden els gossos, hi ha remor de cadenes; els humans ronquen en els seus llits, i somien en les coses que no tenen, es delecten en el bé i en el mal; i de bon dematí, tot s’esvaeix. Però ells han gaudit de la seva part i esperen, que allò que deixaren, ho tornin a trobar als seus coixins. Seguiu bordant, gossos guardians, no em deixeu reposar a l’hora de dormir! Ja no em queden més somnis, per què hauria de romandre entre els dorments? Traducció: Salvador Pila |

Tornar a dalt de tot

### Der stürmische Morgen
| Alemany Wie hat der Sturm zerrissen Des Himmels graues Kleid! Die Wolkenfetzen flattern Umher im mattem Streit. Und rothe Feuerflammen Ziehn zwischen ihnen hin. Das nenn' ich einen Morgen So recht nach meinem Sinn! Mein Herz sieht an dem Himmel Gemahlt sein eignes Bild - Es ist nichts als der Winter, Der Winter kalt und wild! | Català Com la tempesta ha esquinçat el gris mantell del cel! Estripalls de núvols esvoleteguen d’una banda a l’altra en somort combat. I vermelles llenques de foc s’intercalen entre els núvols; d’això en dic un matí ben d’acord amb el meu estat d’ànim! El meu cor veu, pintada en el cel, la seva pròpia imatge – no és res més que l’hivern, l’hivern, fred i ferotge! Traducció: Salvador Pila |

Tornar a dalt de tot

### Täuschung
| Alemany Ein Licht tanzt freundlich vor mir her; Ich folg' ihm nach die Kreuz und Quer; Ich folg' ihm gern, und seh's ihm an, Daß es verlockt den Wandersmann. Ach, wer wie ich so elend ist, Giebt gern sich hin der bunten List, Die hinter Eis und Nacht und Graus Ihm weist ein helles, warmes Haus, Und eine liebe Seele drin - Nur Täuschung ist für mich Gewinn! | Català Una benèvola llum balla davant meu, jo la segueixo per tot arreu; la segueixo de bon grat i veig, com sedueix el vagabund. Ai! Tot aquell que és tan dissortat com jo, es deixa fàcilment encativar per aquest brillant ardit que, després de tant gel, fosca i basarda, li mostra una casa lluminosa i càlida. I una ànima amorosa en el seu interior. – El meu premi és només un miratge! Traducció: Salvador Pila |

Tornar a dalt de tot

### Der Wegweiser
| Alemany Was vermeid' ich denn die Wege, Wo die andern Wandrer gehn, Suche mir versteckte Stege Durch verschneite Felsenhöhn? Habe ja doch nichts begangen, Daß ich Menschen sollte scheun - Welch ein thörichtes Verlangen Treibt mich in die Wüstenein? Weiser stehen auf den Wegen, Weisen auf die Städte zu, Und ich wandre sonder Maßen, Ohne Ruh', und suche Ruh'. Einen Weiser seh' ich stehen Unverrückt vor meinem Blick; Eine Straße muß ich gehen, Die noch Keiner ging zurück. | Català Per què sempre evito els camins, que empren altres vagabunds, i cerco viaranys recòndits per turons rocosos plens de neu? Per tant, no he fet res que em faci evitar els homes. Quin foll afany m’empeny cap a erms paratges? Hi ha indicadors en els camins que senyalen cap a les ciutats, i jo vagarejo sense mesura, sense descans i cerco el repòs. Veig un indicador immòbil davant el meu esguard; haig de seguir un camí, del qual mai ningú ha tornat. Traducció: Salvador Pila |

Tornar a dalt de tot

### Das Wirtshaus
| Alemany Auf einen Todtenacker Hat mich mein Weg gebracht. Allhier will ich einkehren: Hab' ich bei mir gedacht. Ihr grünen Todtenkränze Könnt wohl die Zeichen sein, Die müde Wandrer laden In's kühle Wirthshaus ein. Sind denn in diesem Hause Die Kammern all' besetzt? Bin matt zum Niedersinken, Bin tödtlich schwer verletzt. O unbarmherz'ge Schenke, Doch weisest du mich ab? Nun weiter denn, nur weiter, Mein treuer Wanderstab! | Català El meu camí m'ha conduït a un cementiri; i he pensat aquí m'allotjaré. Vosaltres, verdes corones funeràries, podríeu ser els senyals, que conviden als cansats viatgers a entrar en aquest hostal fresquívol. Però, totes les cambres d'aquesta casa estan ocupades? Estic dèbil per caure a terra i ferit de mort. Oh taverna sense pietat, em denegues l'estada? Doncs, endavant, continuem, oh fidel bastó de viatge. Traducció: Salvador Pila |

Tornar a dalt de tot

### Mut!
| Alemany Fliegt der Schnee mir in's Gesicht, Schüttl' ich ihn herunter. Wenn mein Herz im Busen spricht, Sing' ich hell und munter. Höre nicht, was es mir sagt, Habe keine Ohren. Fühle nicht, was es mir klagt, Klagen ist für Thoren. Lustig in die Welt hinein Gegen Wind und Wetter! Will kein Gott auf Erden sein, Sind wir selber Götter. | Català Quan la neu em cau a la cara, l'espolso i cau a terra. Quan el cor parla al meu pit, canto animat i joiós. No escolto el que em diu, no tinc orelles; no sento de què es lamenta, de necis és queixar-se. Content, m’endinso en el món contra vent i marea! Si no hi Déu a la terra, nosaltres mateixos som déus. Traducció: Salvador Pila |

Tornar a dalt de tot

### Die Nebensonnen
| Alemany Drei Sonnen sah' ich am Himmel stehn, Hab' lang' und fest sie angesehn; Und sie auch standen da so stier, Als wollten sie nicht weg von mir. Ach, meine Sonnen seid ihr nicht! Schaut Andern doch in's Angesicht! Ach, neulich hatt' ich auch wohl drei: Nun sind hinab die besten zwei. Ging' nur die dritt' erst hinterdrein! Im Dunkeln wird mir wohler sein. | Català He vist tres sols en el cel, els he mirat força estona, fixament; ells també em miraven de fit a fit, com si no podessin allunyar-se de mi. Ai! Vosaltres no sou els meus sols! Mireu a altres a la cara! Sí, fa poc jo en tenia tres; i ara els dos millors han marxat. Si el tercer també marxés al darrere! Jo em trobaria millor en la foscor. Traducció: Salvador Pila |

Tornar a dalt de tot

### Der Leiermann
| Alemany Drüben hinter'm Dorfe Steht ein Leiermann, Und mit starren Fingern Dreht er was er kann. Baarfuß auf dem Eise Wankt er hin und her; Und sein kleiner Teller Bleibt ihm immer leer. Keiner mag ihn hören, Keiner sieht ihn an; Und die Hunde knurren Um den alten Mann. Und er läßt es gehen Alles, wie es will, Dreht, und seine Leier Steht ihm nimmer still. Wunderlicher Alter, Soll ich mit dir gehn? Willst zu meinen Liedern Deine Leier drehn? | Català A l’altra banda del poble hi ha un músic de carrer i, amb mans balbes, fa girar la maneta tan bé com pot. Descalç sobre el gel vacil·la d’un cantó a l’altre i el seu platet sempre està buit. Ningú se l'escolta, ningú li fa cas, i els gossos rondinen entorn d’aquell vell. I ell, no s’immuta, ho deixa passar tot, va fent girar la maneta sense mai parar. Oh vell estrany! Puc venir amb tu? Podria el teu orguenet acompanyar les meves cançons? Traducció: Salvador Pila |

Tornar a dalt de tot